# Duomo di Xanten
Il duomo di Xanten, o duomo di San Vittore, è il più importante edificio di culto cattolico di Xanten, una città storica del Basso Reno, in Germania. È considerata la chiesa più grande fra Colonia e il mare. Nel 1936 fu dichiarata basilica minore da papa Pio XI.
Nonostante la chiesa non sia mai stata sede di un vescovo, talvolta è chiamata impropriamente cattedrale.
La chiesa è dedicata a san Vittore di Xanten, un martire della Legione tebea giustiziato nel IV secolo nell'anfiteatro di Castra Vetera per essersi rifiutato di sacrificare agli dei romani. L'accampamento romano di Castra Vetera sorgeva nei pressi dell'odierna località di Birten. Secondo la tradizione, l'imperatrice Elena recuperò le ossa di Vittore e dei suoi compagni ed eresse una cappella in loro onore. Durante un moderno scavo archeologico fu rinvenuta una cella memoriae del IV secolo.

## Storia

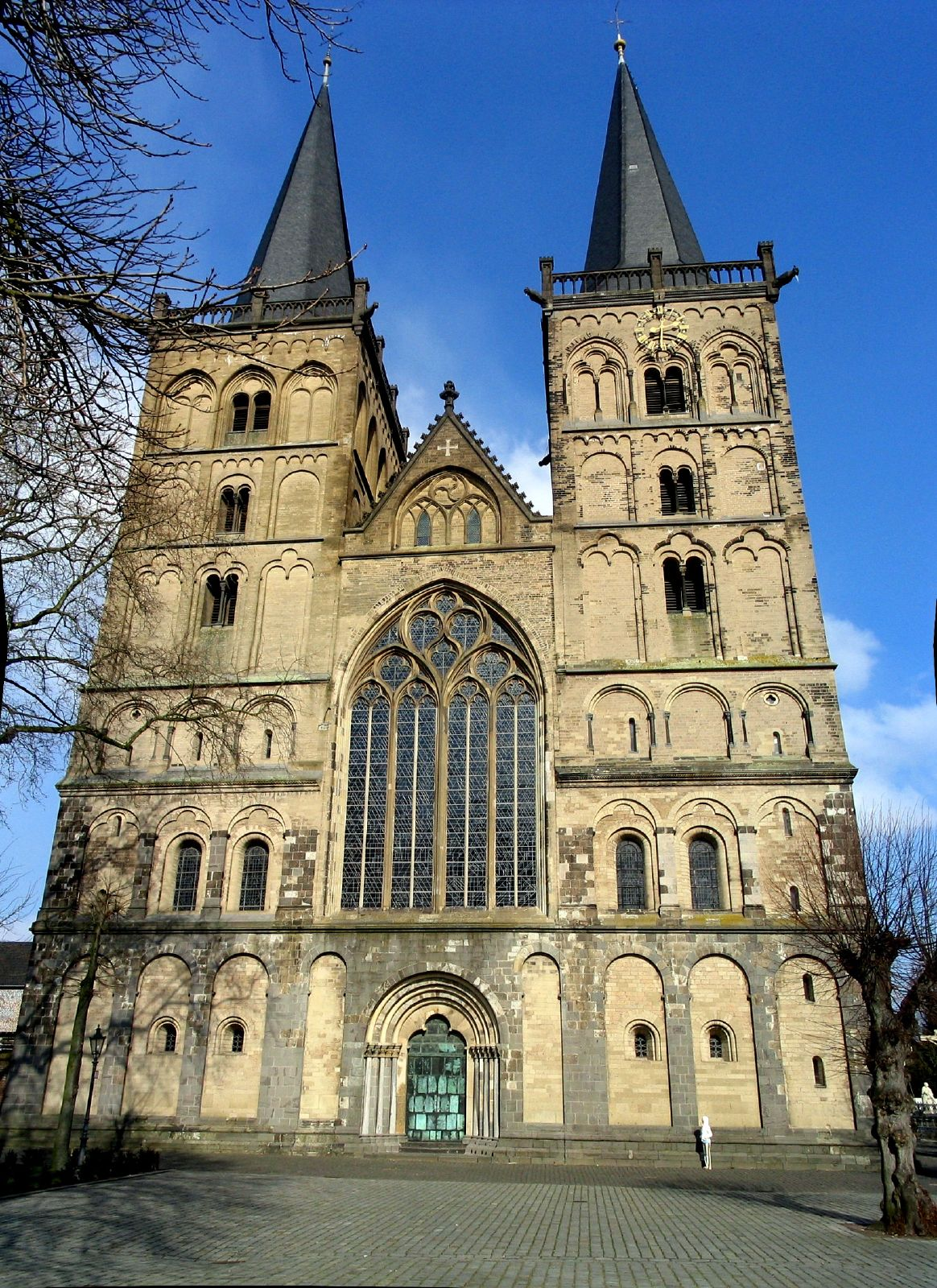
La facciata.

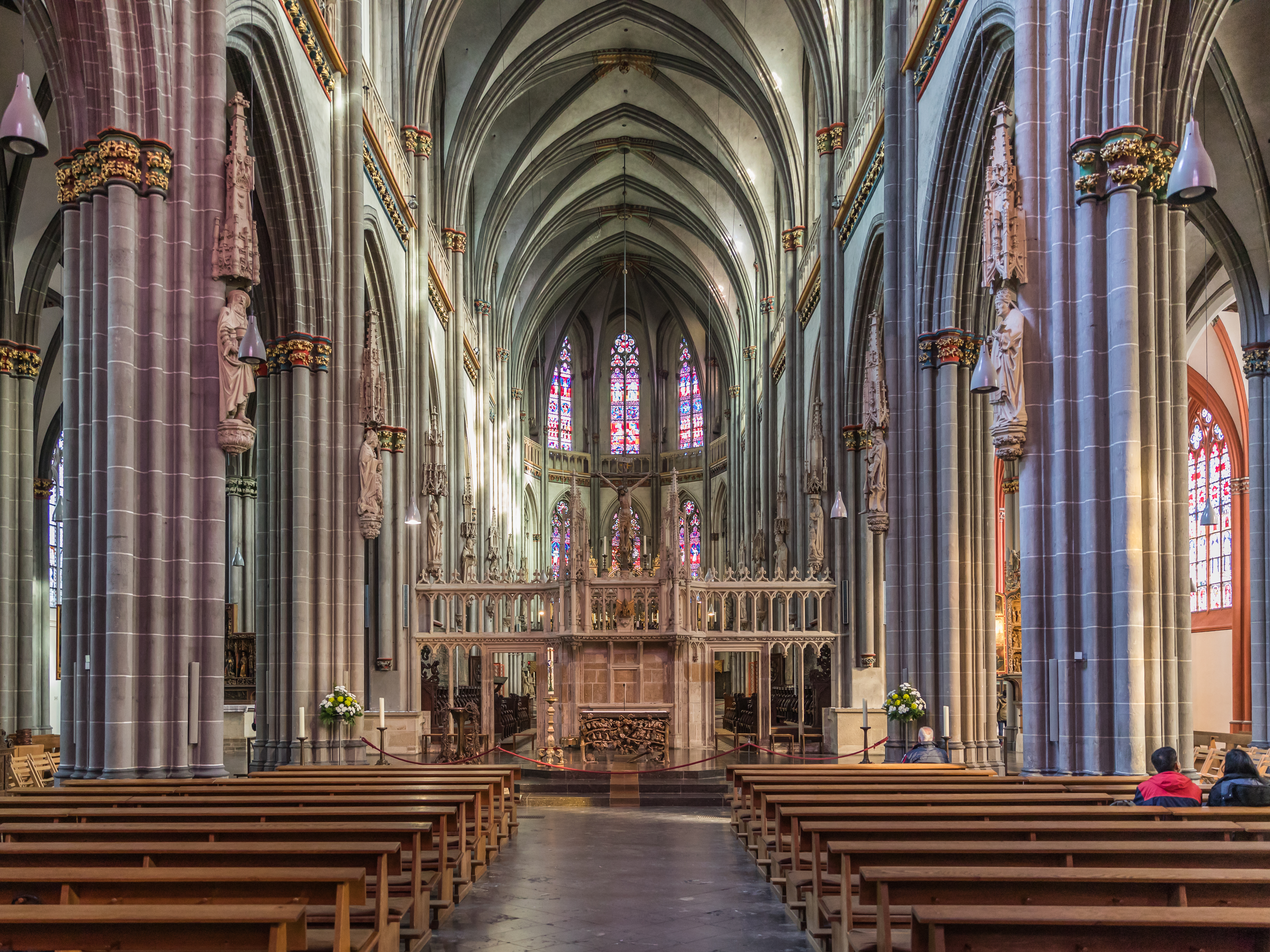
L'interno della basilica

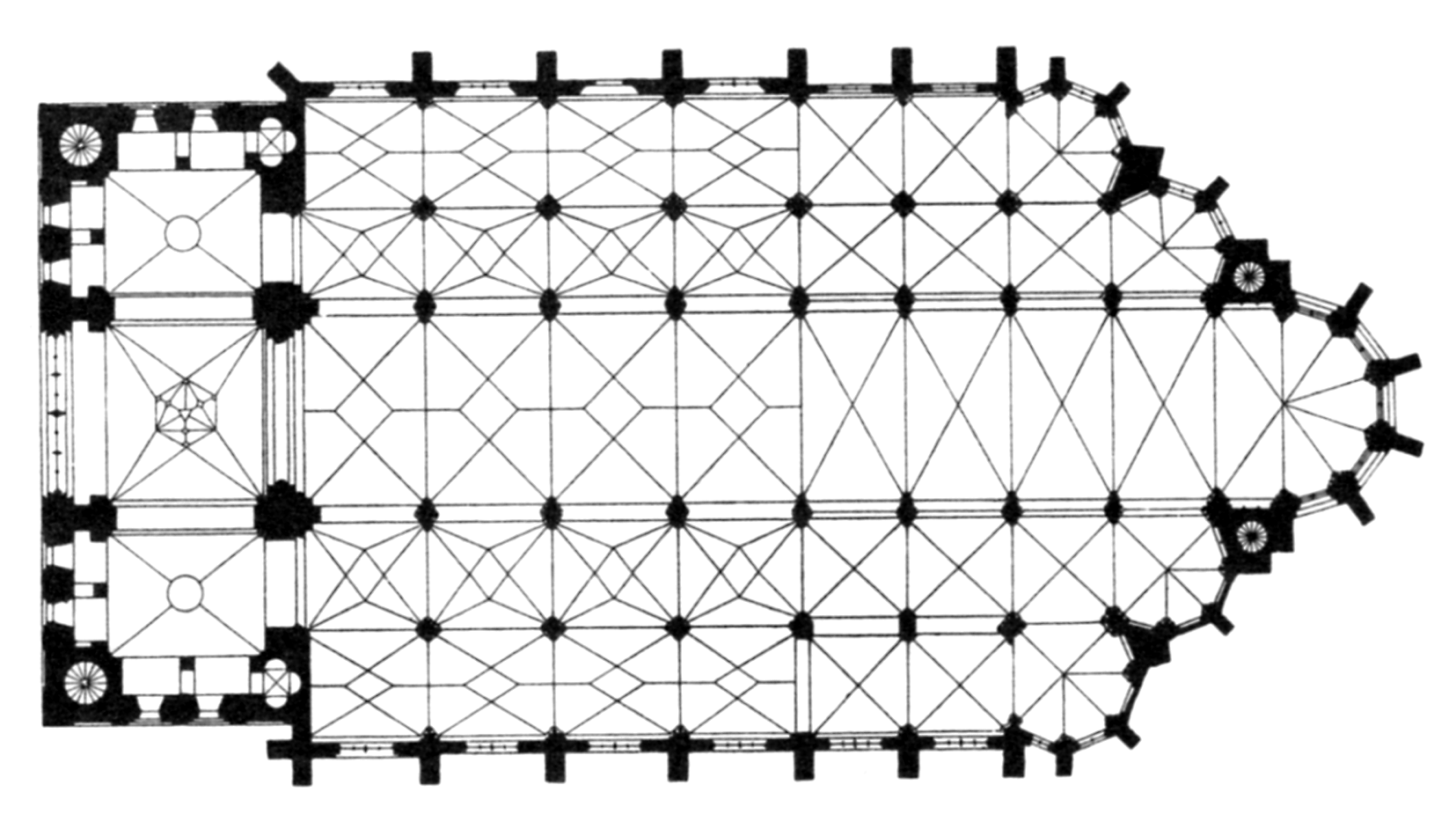
La pianta della basilica

Nel IV secolo era un luogo di sepoltura, come testimoniato dal ritrovamento archeologico nel 1936 di una tomba doppia, contenente le ossa di due uomini. Nel VI secolo il vescovo di Colonia Everigisilo costruì un oratorio in pietra. Nel 752 esisteva una chiesa carolingia con un coro rettangolare. In questo periodo attorno alla chiesa sorse un complesso monastico cinto da mura, una vera città nella città. Lo stesso nome della città, Xanten, deriva dal fatto che la chiesa fu costruita sulle tombe dei santi martiri (ad Sanctos). All'inizio del IX secolo fu eretta una nuova chiesa carolingia, ma appena qualche decennio più tardi fu intrapresa la costruzione di una chiesa a tre navate, distrutta dai normanni nell'863. Nel 967 fu costruita una nuova chiesa in stile romanico-ottoniano, consacrata dal vescovo di Colonia Folkmar. Questa chiesa fu ristrutturata più volte nel corso dell'XI e XII secolo. Nel 1213 fu aggiunto il coro occidentale.
La prima pietra dell'attuale basilica fu posta nel 1263 da Friedrich e Corrado di Hochstaden, due fratelli rispettivamente arcidiacono di Xanten e arcivescovo di Colonia.
La costruzione si protrasse per 281 anni. Nel 1437 fu terminata la parte orientale fino allo jubé e fra il 1483 e il 1519 fu costruita la parte occidentale, su progetto di alcuni artigiani fra cui lo scultore Adam, con raccordo al coro occidentale della precedente chiesa romanica e fu terminata con la dedicazione della cappella dello Spirito Santo nel 1544.
Dal punto di vista della giurisdizione ecclesiastica, il duomo era il centro dell'arcidiaconato di Xanten e il prevosto del capitolo reclamava la sua autonomia nei confronti dell'arcivescovo di Colonia. L'autonomia fu garantita dall'esenzione della giurisdizione vescovile, che si mantenne fino alla secolarizzazione di epoca napoleonica (1802).
Negli anni trenta del XX secolo furono intrapresi scavi archeologici che portarono alla scoperta della tomba doppia del IV secolo e alla costruzione di una cripta consacrata dal vescovo Clemens August von Galen nel 1936.
La chiesa subì ingenti danni a causa dei bombardamenti alleati durante la Seconda guerra mondiale: la parte superiore della torre settentrionale crollò su sé stessa. Tuttavia, gli arredi e le vetrate erano stati precedentemente rimossi e furono salvati dalla distruzione. La ricostruzione ebbe inizio nel 1947 e fu portata a termine nel 1966. In questa occasione la cripta è stata dedicata ai nuovi martiri, quelli della violenza nazionalsocialista.

## Descrizione
La pianta è a cinque navate e l'edificio è in stile gotico. A differenza di molte cattedrali dell'epoca San Vittore è priva di un deambulatorio, al posto del quale è una coppia gemella di cappelle collegata direttamente al presbiterio, come nella Liebfrauenkirche di Treviri.

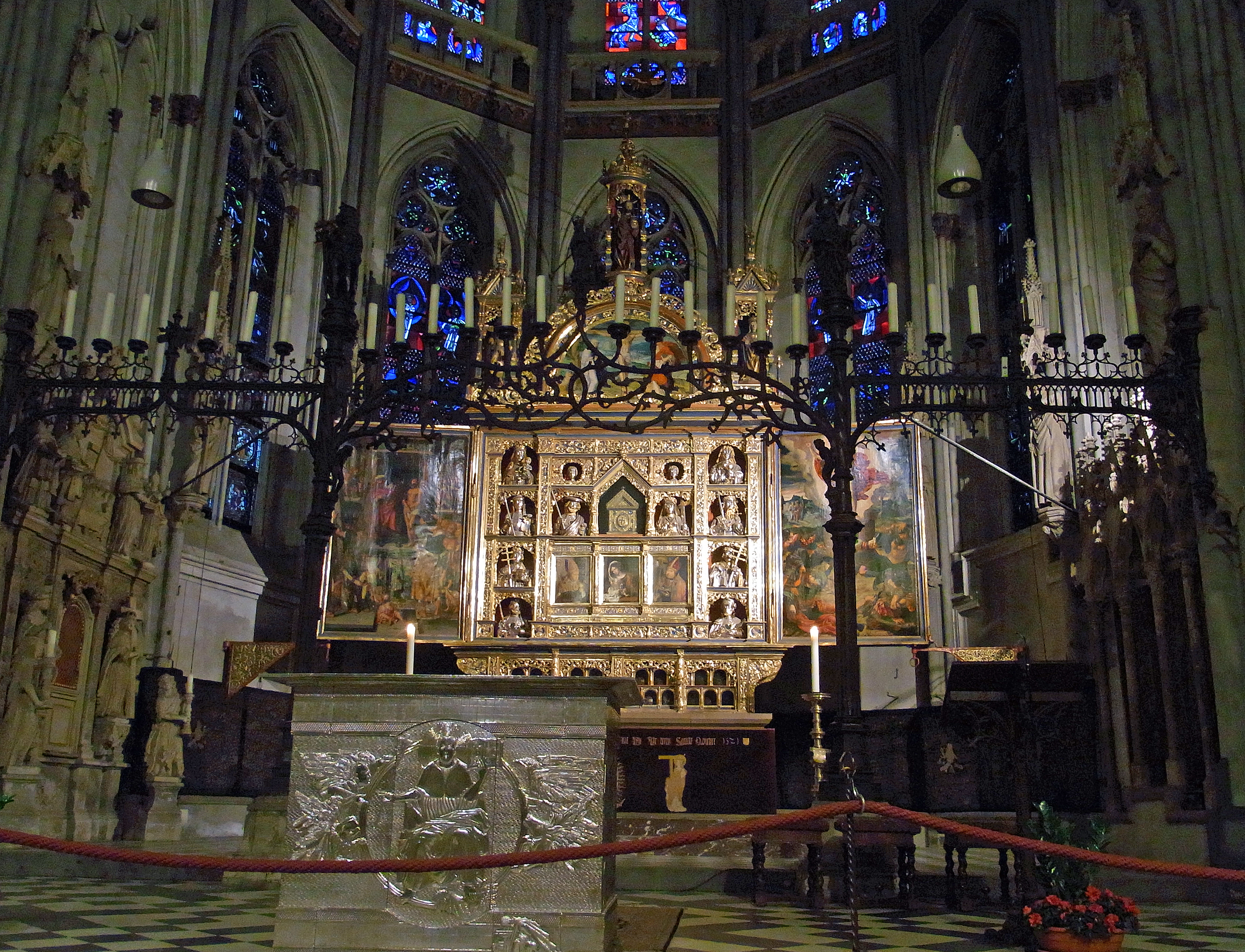
L'altar maggiore

### Il Coro
È chiuso, sul fondo, dall'abside aperta da belle vetrate realizzate fra il XIV e il XVI secolo. Gli stalli del coro, romanici, risalgono al 1240 circa e un banco in pietra al 1300.
L'altar maggiore ha le caratteristiche dell'altare gotico ligneo dell'Europa settentrionale. Risale al 1529 ed è opera dell'ebanista di Colonia W. von Roermond e del pittore Bartholomäus Bruyn che, nel 1534, vi ha raffigurato il ciclo delle Leggende dei martiri Vittore ed Elena. Al centro dell'altare trova posto il reliquiario gotico di san Vittore, una cassa decorata con gemme che risale al 1128, la più antica opera di questo tipo in Renania. L'altare nel suo complesso è considerato il capolavoro del primo Rinascimento renano.
Di fronte all'altare, una parasta tardo-gotica in bronzo attraversa tutta la larghezza del coro e funge da enorme candeliere. Quest'opera, unica nel suo genere, venne realizzata nel 1501 da Jehan Aert van Tricht.
Tra il 1396 e il 1400 fu costruito lo jubé che separava il presbiterio con l'altare dal resto della chiesa. Lo jubé fu demolito all'epoca della secolarizzazione con l'intervento di Karl Friedrich Schinkel nel 1815.

### Gli altari
Nella chiesa sono presenti altri ventiquattro altari. Fra gli altari rinascimentali, costruiti fra il XV secolo e il XVI secolo, i più importanti sono l'altare dei Martiri (Märtyreraltar), opera di scultori di Anversa del 1525, che mostra pannelli con scene della Passione di Cristo e della Vita di Maria; l'altare della Madonna (Marienaltar), costruito nel 1536 dal fiammingo Heinrich Douvermann e dotato di una predella raffigurante l'albero di Jesse, mostra scene della vita di Maria; l'altare di San Martino (Martinusaltar), costruito nel 1477 con una statua del santo eponimo e l'altare di Sant'Antonio (Antoniusaltar), ancona intagliata e dipinta intorno al 1500, con le statue di Santa Maria Maddalena e Sant'Antonio.
Notevoli sono pure gli altari barocchi, fra cui quello di Sant'Elena (Helenaaltar) e quello di San Mattia (Matthiasaltar).

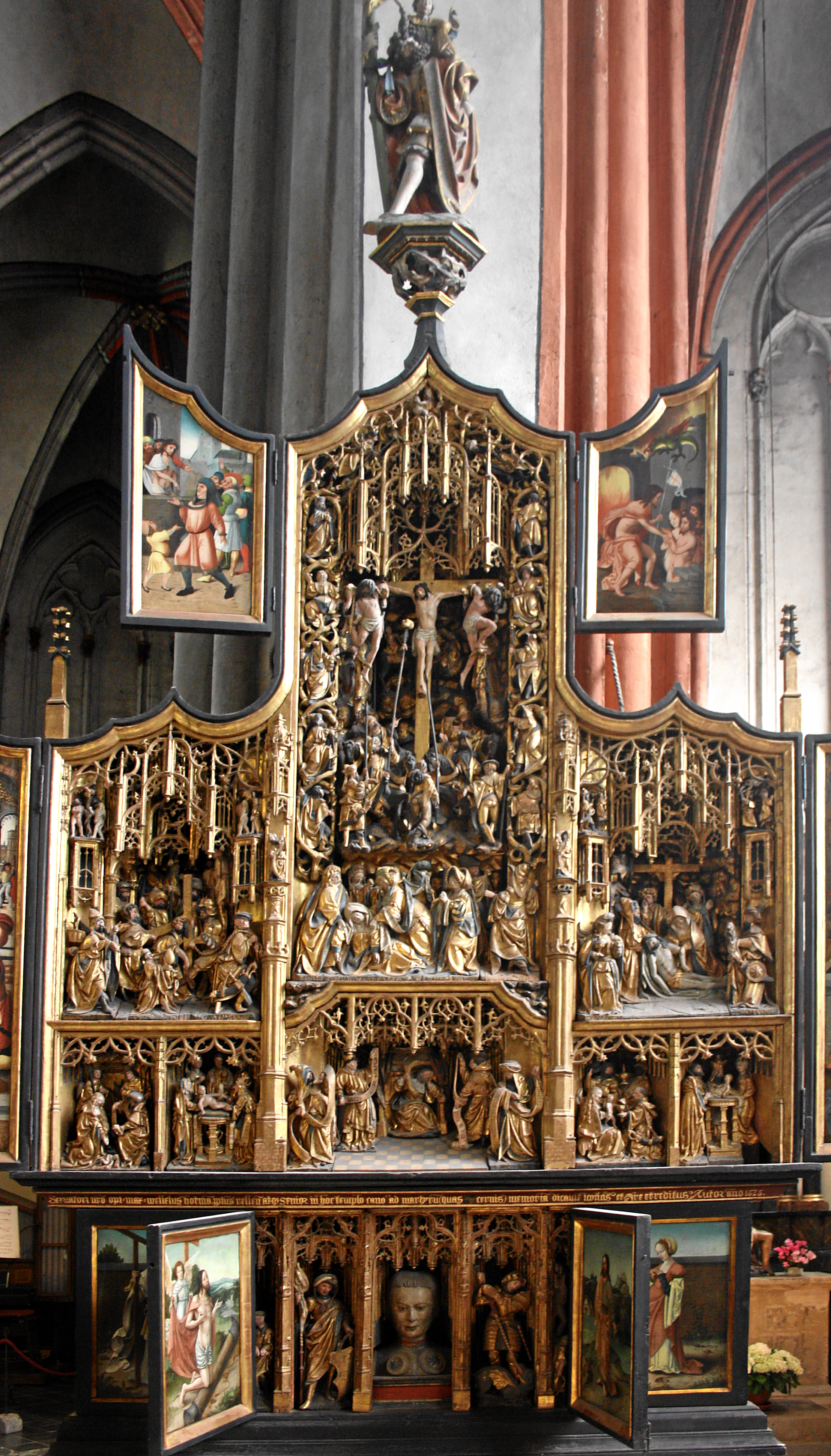
Altare dei Martiri.
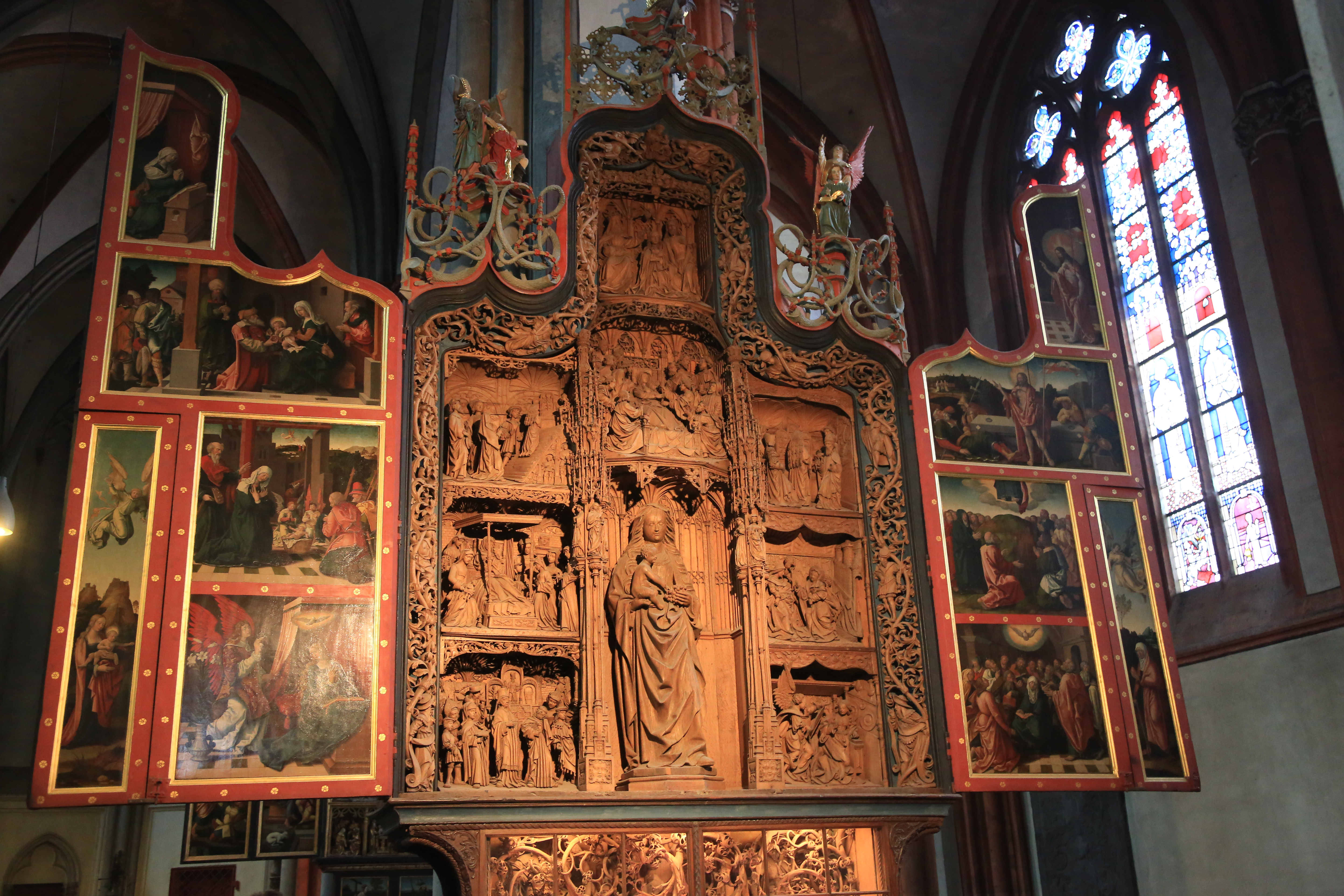
Altare della Madonna.
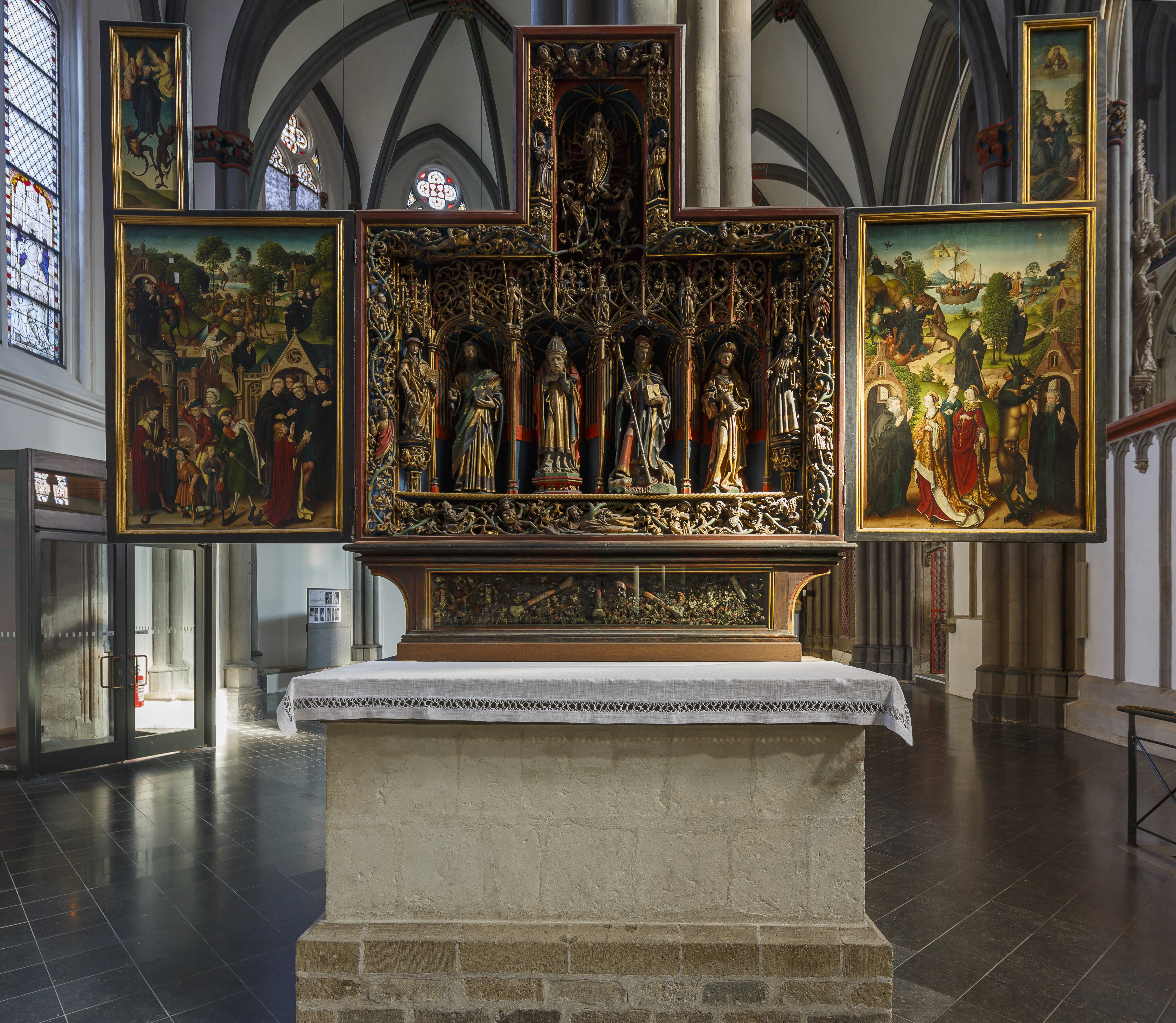
Altare di Sant'Antonio.

### Sculture
Sui pilastri della navata centrale sono poste 28 statue in pietra, scolpite intorno all'anno 1300, tra cui un'Annunciazione, Sant'Elena e San Vittore. Del XV secolo sono le sculture dei Quattro Dottori della Chiesa e San Martino, San Cornelio, e ancora una volta il patrono San Vittore. Al XV e XVI secolo risalgono infine le sculture di San Cristoforo, dei Re Magi e della Madonna.
Oltre alla biblioteca monastica, la basilica ospita una delle più importanti biblioteche religiose del Basso Reno.

### Organi a canne
Nella basilica si trovano tre organi a canne.
Lo strumento principale è situato a pavimento, in posizione isolata al centro della prima campata della navata maggiore; venne realizzato dalla ditta Orgelbau Romanus Seifert & Sohn nel 1973-1975. L'organo è a trasmissione mista (meccanica per i manuali e il pedale, elettrica per i registri) ed ha 45 registri; la sua consolle dispone di tre manuali e pedale.
Nell'ultima campata del coro, a pavimento sulla destra, vi è un secondo strumento, costruito nel 1964 dalla ditta Seifert. A trasmissione meccanica dispone di 13 registri su due manuali e pedale.
Nella chiesa vi è inoltre un organo positivo della ditta Simon, risalente al 1983, a 6 registri,